# Phostria selenophora
Phostria selenophora là một loài bướm đêm trong họ Crambidae.